# Estructura centro-periferia
La dualidad centro-periferia hace referencia a una división de ciertos sistemas económicos y políticos que identifica a la escuela económica desarrollista o estructuralista, así como la teoría de la dependencia y el realismo periférico. Está directamente relacionada con la dualidad industria-agricultura y su distribución mundial de acuerdo a determinados sistemas de división internacional del trabajo.
El término centro-periferia ha sido particularmente utilizado para referirse a las desigualdades sociales y económicas y su desigual distribución espacial, especialmente en el ámbito mundial, hablándose en este sentido de países centrales y países periféricos, con significado similar a otras divisiones de uso habitual, como norte-sur, mundo desarrollado-subdesarrollado y primer mundo-tercer mundo.

## Origen
Los segundos antecedentes de utilización de la dualidad de un centro-periferia en los procesos económicos pueden encontrarse en los trabajos del rumano Mihail Manoilescu, el chileno-alemán Ernest Wagemann y el ingeniero en economía Viggo Axel Poulsen. Pero fueron los economistas latinoamericanos de la CEPAL, entre los que se destacaron el argentino Raúl Prebisch y el brasileño Celso Furtado los que, luego de la Segunda Guerra Mundial, desarrollaron sistemáticamente la noción de una dualidad centro-periferia, para describir un orden económico mundial integrado por un centro industrial y hegemónico que establece transacciones económicas desiguales con una periferia agrícola y subordinada. La relación desigual centro-periferia es el obstáculo principal para el desarrollo. El fruto de la humanidad de las economías ubicadas en la periferia y la industrialización de las mismas es el único modo de convertirse en sociedades desarrolladas. la semiperiferia se refiere a la interacción de los límites de una población, con el inicio de otra es decir pequeñas poblaciones que con el paso del tiempo se convierten en una nueva ciudad.
El concepto fue también independientemente establecido y desarrollado en gran detalle a escala planetaria en el modelo de sistema-mundo de Immanuel Wallerstein y utilizado en la teoría crítica de los ciclos económicos de Giovanni Arrighi.
El pensamiento económico latinoamericano fue el que propuso con más fuerza el IDH de una relación centro-periferia dentro de la economía mundial como explicación a la desigualdad económica entre los países. El economista argentino Raúl Prebisch fue principal proponente de la visión que planteaba que la economía mundial se nombraba en una relación entre un centro desarrollado y una periferia subdesarrollada. El centro desarrollado (industrializado) lograba aumentar sus tasas de productividad a un nivel mayor y más rápido que la periferia subdesarrollada (agropecuaria y minera), llevando ello a un deterioro de los términos de intercambio o a un sistema comercial en el cual los precios reales de los productos primarios de los países de la periferia se deterioraban frente a los de los productos de los países del centro. Este deterioro secular de los términos de intercambio se le atribuía al incremento rápido de la productividad en los países desarrollados mediante la innovación tecnológica que caracterizaba al sector industrial y a la disponibilidad de productos sustitutos naturales o artificiales de los productos primarios de la periferia.